# Барановичская швейная фабрика
Барановичская швейная фабрика (ОАО «БШФ»; бел. Баранавіцкая швейная фабрыка) — белорусское предприятие лёгкой промышленности, расположенное в городе Барановичи Брестской области.

## История
В 1944 году на базе швейной мастерской в Барановичах была организована швейная фабрика индивидуального пошива Наркомата лёгкой промышленности БССР. В 1957 году фабрика начала работу в новом здании и была преобразована в швейную фабрику Управления лёгкой промышленности СНХ БССР, в 1965 году переподчинена Министерству лёгкой промышленности БССР. В 1974 году фабрике присвоено имя лётчика-аса, местного уроженца Сергея Грицевца. В 1975 году фабрика вошла в состав Барановичского производственного швейного объединения как одно из двух головных предприятий объединения, в 1985 году вновь стала самостоятельным предприятием Министерства лёгкой промышленности БССР. В 1992 году фабрика передана из подчинения Министерства лёгкой промышленности Республики Беларусь в состав концерна «Беллегпром». Первоначальной специализацией фабрики являлся выпуск школьной одежды для мальчиков, а также изделий вещевого имущества для военных ведомств.
17 ноября 2000 года (по другим данным, в 1999 году) фабрика преобразована в республиканское унитарное производственное предприятие (РУПП) «Барановичская швейная фабрика „Баравчанка“». В 2009 году РУПП преобразовано в открытое акционерное общество «Барановичская швейная фабрика». В 2011 компания с российским капиталом «Шарм Премьер» (дочерняя компания группы «Русский трикотаж») купила 26% акций предприятия и вскоре довела свою долю до контрольной.

## Современное состояние
По состоянию на 2005 год фабрика выпускала мужские и женские изделия пальтового и костюмного ассортиментов и лёгкую одежду. В 2010-е годы на мощностях фабрики начали производить одежду под брендом «ТВОЕ». Мощность предприятия — 2 млн единиц трикотажных изделий в год. В 2017 году фабрика произвела 1797 тыс. штук трикотажных изделий, швейные изделия не производились (в 2016 году было произведено 264 тыс. штук швейных изделий). В 2015—2017 годах доля экспорта в структуре реализации продукции выросла с 72% до 98%, основной рынок сбыта — Россия. Помимо основной деятельности, фабрика сдаёт помещения в аренду.
В 2017 году на фабрике работало 343 человека.